# The Greatest Hits (Juvenile)
Il rapper Juvenile ha pubblicato questo suo Greatest hits nel 2004. Il disco include tutti i suoi maggiori successi più degli inediti: una remix del singolo Slow Motion e una seconda versione del singolo Back That Azz Up.

## Tracce
1. Intro
(dall album 400 Degreez
2. Slow Motion (feat. Soulja Slim)
(dall album Juve The Great)
3. Ha
(dall album 400 Degreez)
4. Back That Azz Up (feat. Mannie Fresh & Lil' Wayne)
(dall album 400 Degreez)
5. Set It Off
(dall album Project English)
6. In My Life (feat. Mannie Fresh)
(dall album Juve The Great)
7. Slow Motion (Remix) (feat. Ying Yang Twins & Wyclef)
inedito
8. Back That Thing Up (feat. Mannie Fresh & Lil' Wayne)
inedito
9. Bounce Back (feat. Baby)
dall album Juve The Great
10. U Understand
dall album Tha G-Code
11. Mamma Got Ass
dall album Project English
12. 400 Degreez
dall album 400 Degreez
13. I Got That Fire (feat. Mannie Fresh)
dall album Tha G-Code
14. Juvenile On Fire
dall album 400 Degreez
15. Rich Niggaz (feat. Turk, Lil' Wayne & Paparue
dall album 400 Degreez
16. Never had Shit (feat. Big Tymerz, B.G. & Turk)
dall album Tha G-Code
17. Lil' Boyz (feat. Big Tymerz & Lil' Wayne)
dall album Tha G-Code
18. Follow Me Now
dall album 400 Degreez